# Vollgummireifen

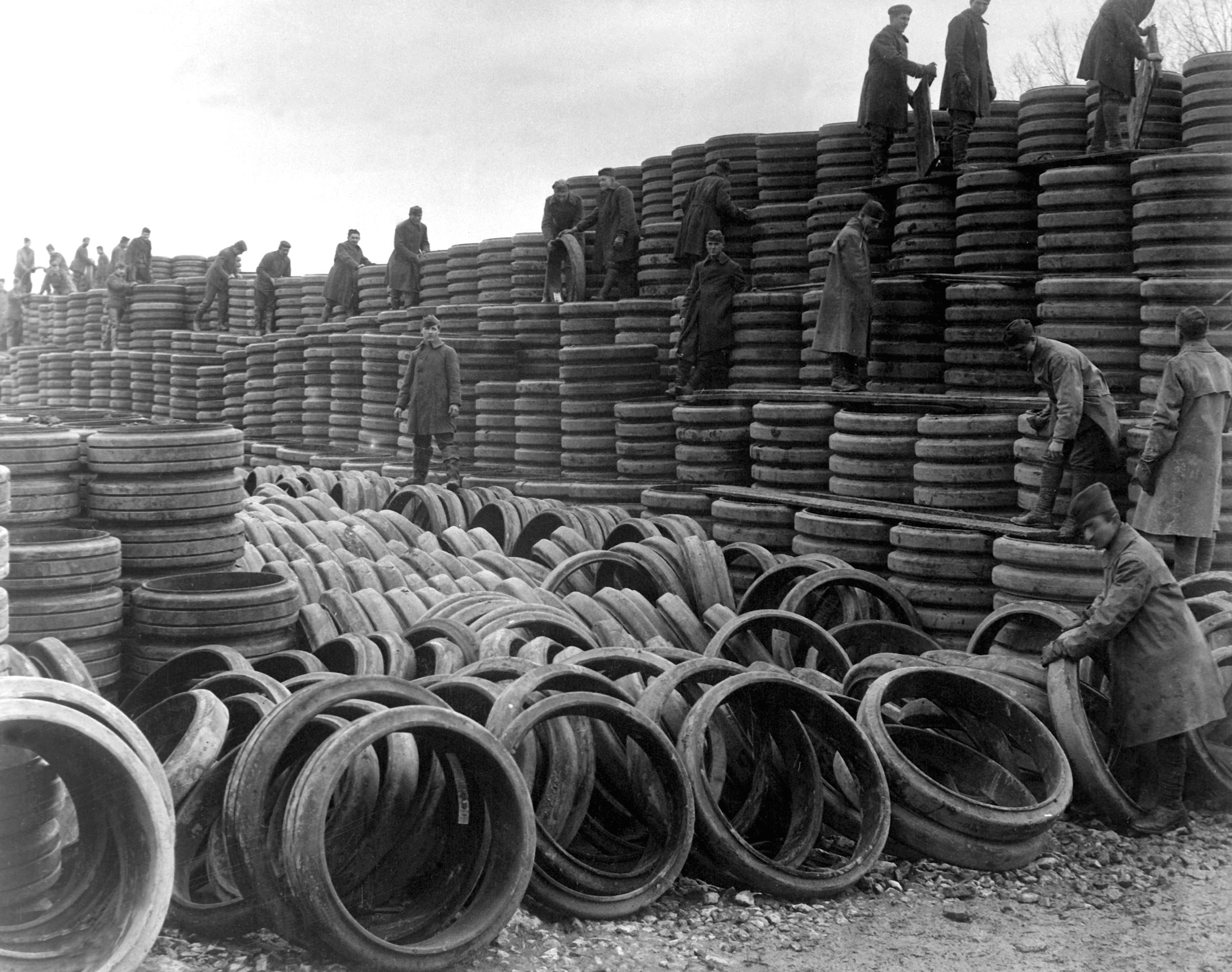
Vollgummireifen für Lkw (1919)

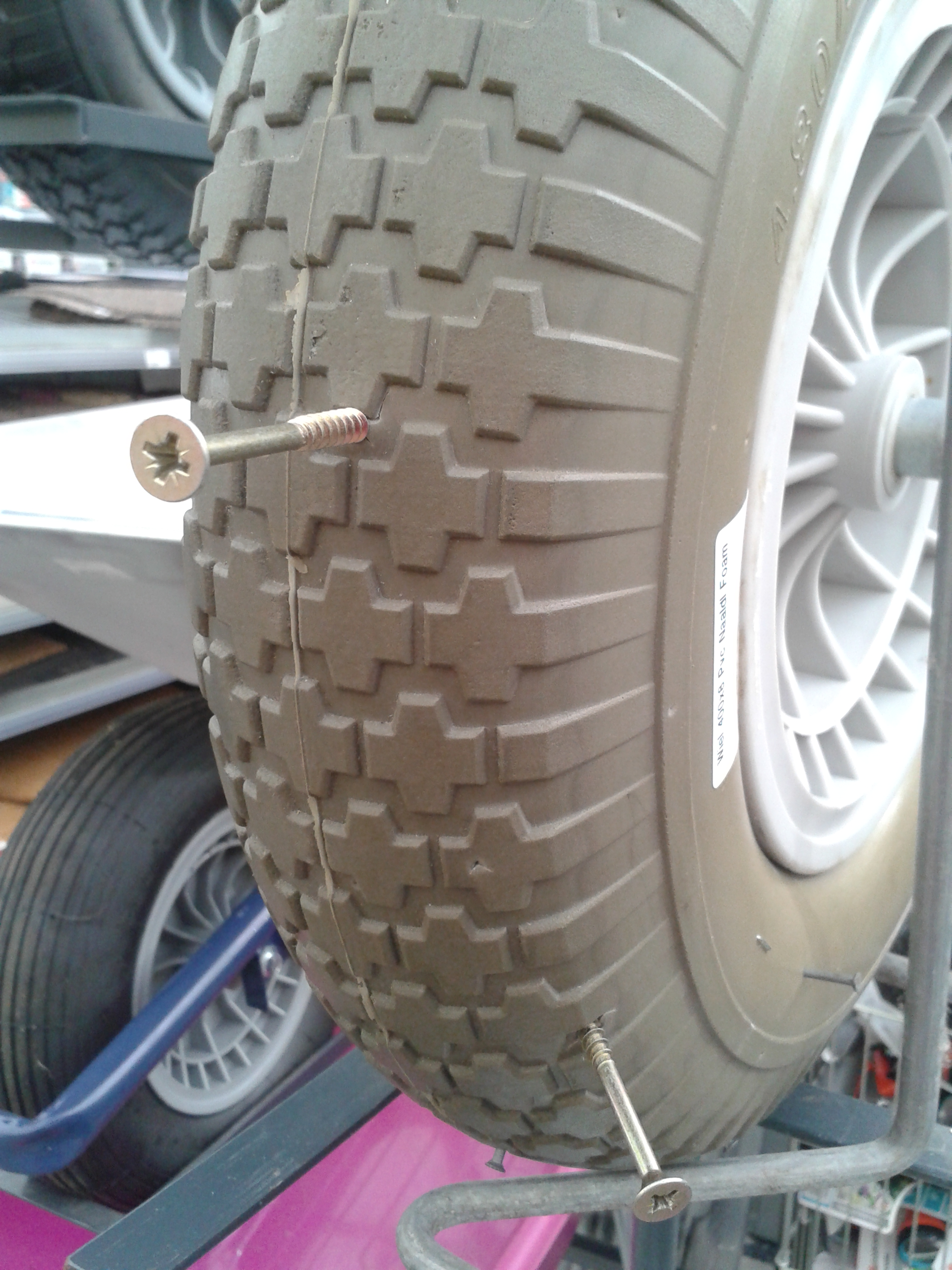
Vollgummireifen an Schubkarre

Vollgummireifen sind eine Bauart von Reifen, die seit 1871 für verschiedene Fahrzeugarten benutzt werden. Vollgummireifen sind im Gegensatz zu Luftreifen pannensicher, haben eine hohe Tragfähigkeit, dagegen einen schlechteren Dämpfungsgrad und eine geringere Traktion. Der Vollgummireifen verursacht beim Überfahren eines kleinen Hindernisses bei gleicher Belastung dreimal stärkere Vertikalstöße. Ein im 19. Jahrhundert hergestellter Vollgummireifen hatte laut einer Schätzung der Firma Michelin einen viermal höheren Rollwiderstand als ein moderner Luftreifen.

## Geschichte und Fahrzeuge
Thomas Hancock entdeckte 1843 die Hartgummi-Vulkanisation und nahm die Fabrikation von verschiedenen Artikeln auf, für die er Formen erstellte. 1845 stellte er den ersten Vollgummireifen für Pferdekutschen her. Das Produkt konnte sich im Fahrzeugbereich zunächst nicht durchsetzen. Weiterhin wurden Holzräder mit einem aufgeschrumpften Eisenring als Reifen für Kutschen verwendet, so wie schon früher bei der Draisine.

### Fahrrad und Motorrad
Auch die ersten Tretkurbelfahrräder, die Michaulinen (1863–69), wurden mit Holzspeichenrädern und aufgeschrumpftem Eisenreifen hergestellt. Eugène Meyer in Paris ließ sich am 4. August 1869 eine Michauline mit Vollgummireifen (4-mm-Drahtspeichen und Eisenfelge) patentieren. Jedoch erst mit dem Ariel-Hochrad von 1871 wurden Vollgummireifen in größeren Stückzahlen für Hochräder produziert. Üblich waren rote oder graue Kautschukreifen, zwischen 3⁄4 und 7⁄8 Zoll dick. Mit der Wiedererfindung des Luftreifens durch John Boyd Dunlop (1888) wurde der Vollgummireifen beim Niederrad bis 1894 vom Luftreifen abgelöst.
Das erste Serienmotorrad, die Hildebrand und Wolfmüller (1894), und alle folgenden Motorräder haben Luftreifen.

### Pkw
Im Pkw-Bereich wurde der Vollgummireifen länger benutzt, da frühe Luftreifen eine geringe Laufleistung erreichten und insbesondere bei höheren Geschwindigkeiten zum Platzen neigten. Erste Pkw-Modelle wurden stets mit Vollgummibereifung ausgeliefert. Erst mit den sogenannten Ballonreifen ab 1924 erreichten Luftreifen eine Qualität, die zum Ende der Verwendung von Vollgummireifen führte. Den letzten Pkw mit Vollgummireifen lieferte Trojan Limited 1929 aus.

### Lkw und Bus
Für Lkw stellte sich das Problem der Haltbarkeit von Luftreifen noch stärker. Noch 1922 fuhren 80 Prozent aller Lkw in Deutschland mit Vollgummireifen. Die Verordnung über Kraftfahrzeugverkehr vom 5. Dezember 1925 schränkte die Benutzung von Vollgummireifen bei Lastwagen ein. Dreiachsige Kraftfahrzeuge über 9 Tonnen Gesamtgewicht mussten nun mit Luftreifen versehen sein, und über 5,5 Tonnen Gesamtgewicht galt für Kraftfahrzeuge mit Vollgummireifen eine Höchstgeschwindigkeit von 25 km/h innerhalb der Stadt. Bei Geschwindigkeiten von mehr als 25 km/h erhitzen sich Vollgummireifen stark und zerstören sich dadurch selbst. Durch die Straßenverkehrs-Zulassungs-Ordnung vom 13. November 1937 wurde der Vollgummireifen für alle Fahrzeuge über 25 km/h Höchstgeschwindigkeit verboten. Dieses Verbot gilt bis heute.

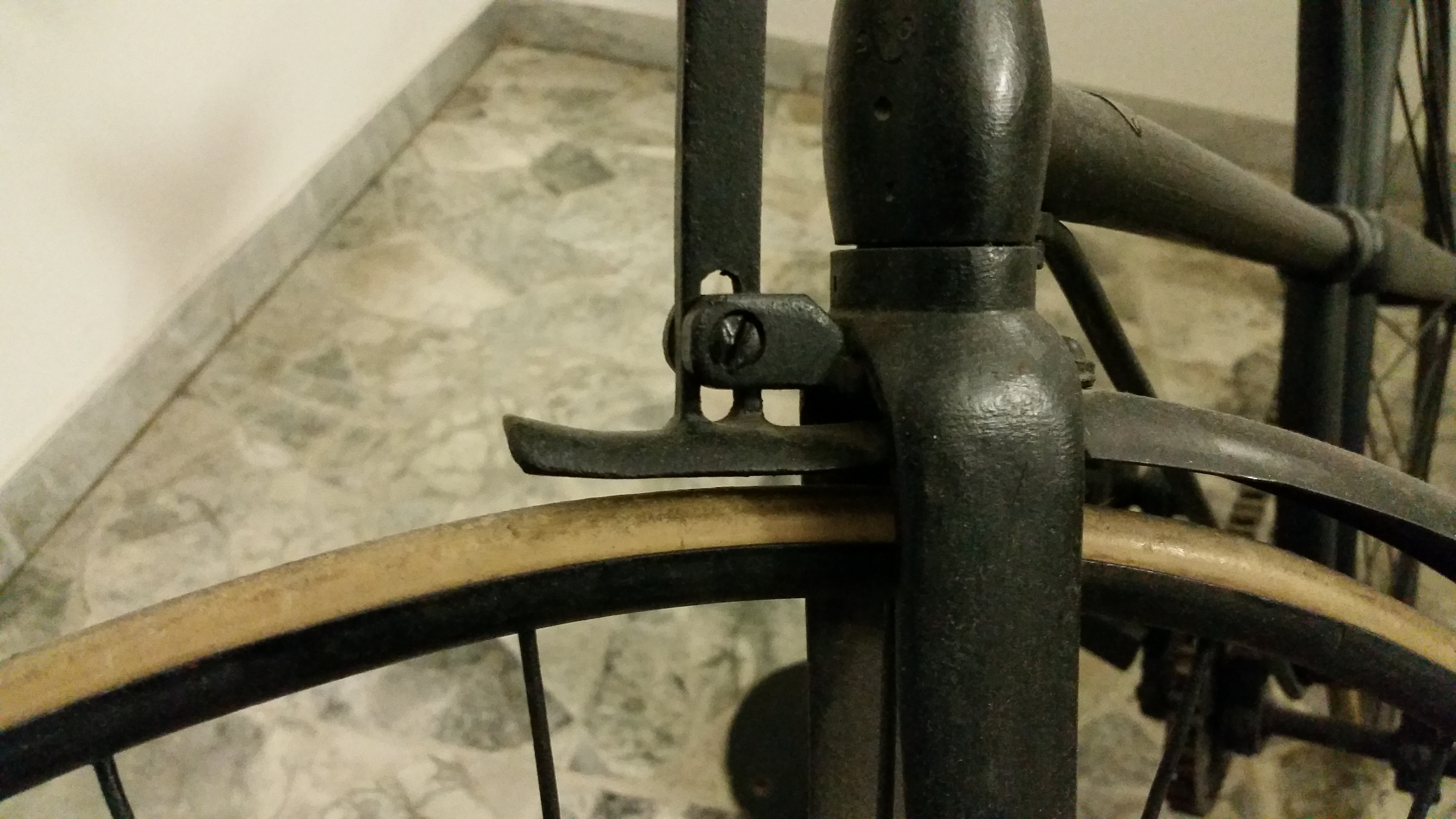
Vollgummireifen beim Adler-Fahrrad (1886)
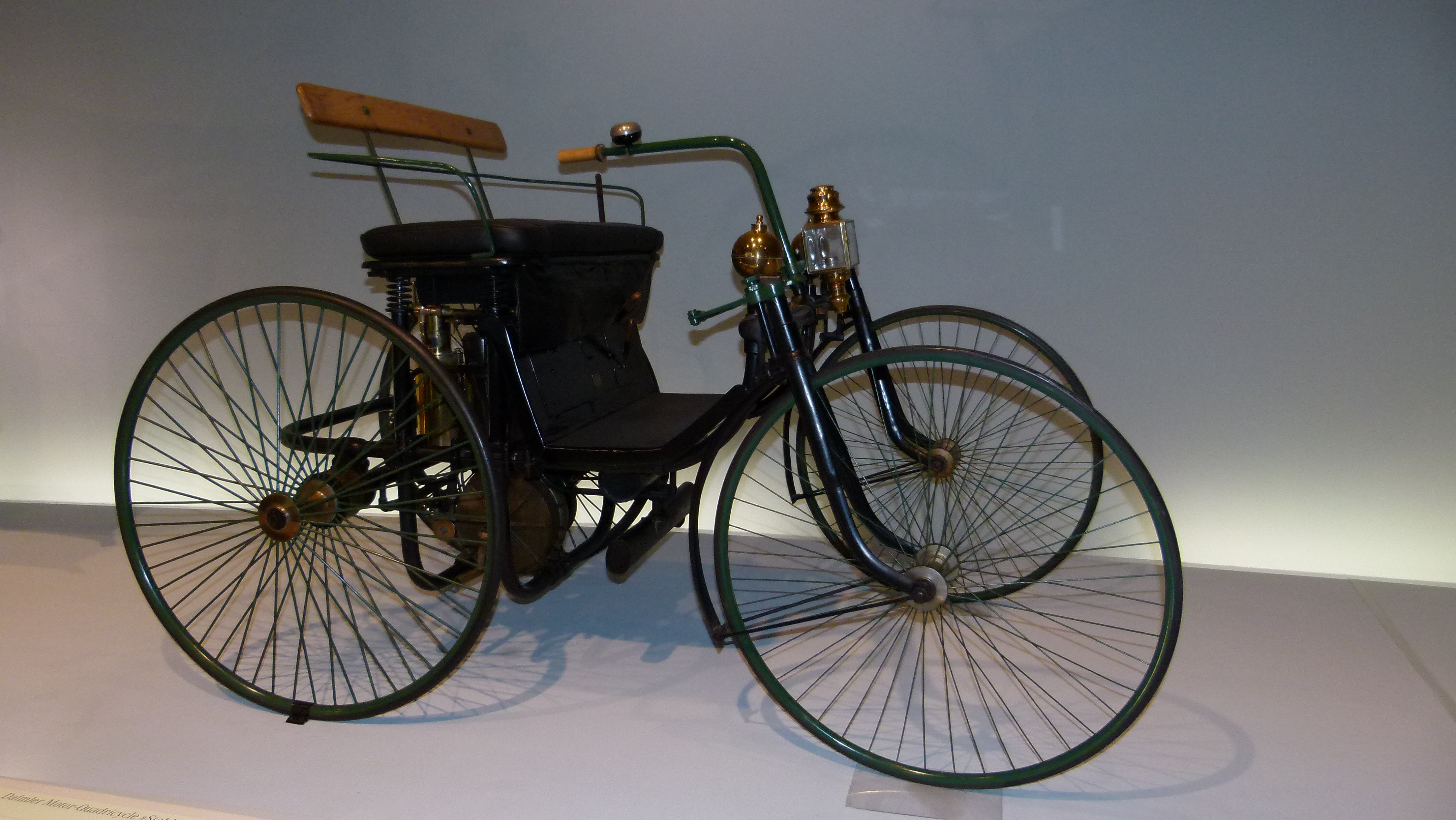
Daimler-Stahlradwagen mit Vollgummireifen (1889)
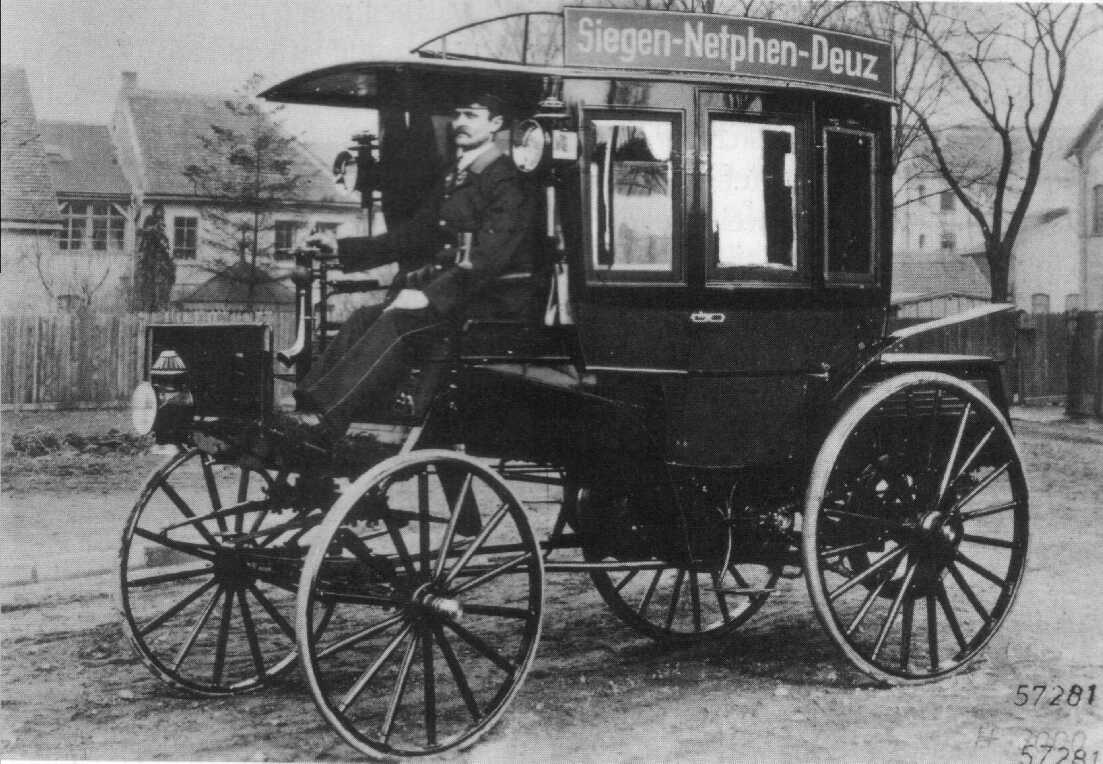
Vollgummireifen beim Benz Omnibus (1895)
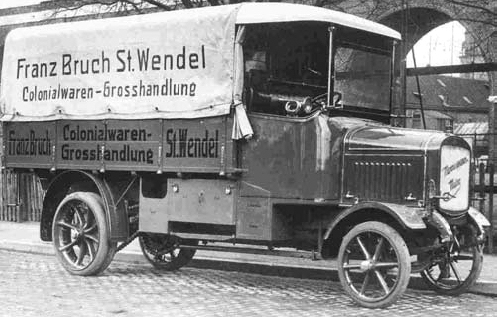
Vollgummireifen beim Subventions-Lkw (1913)
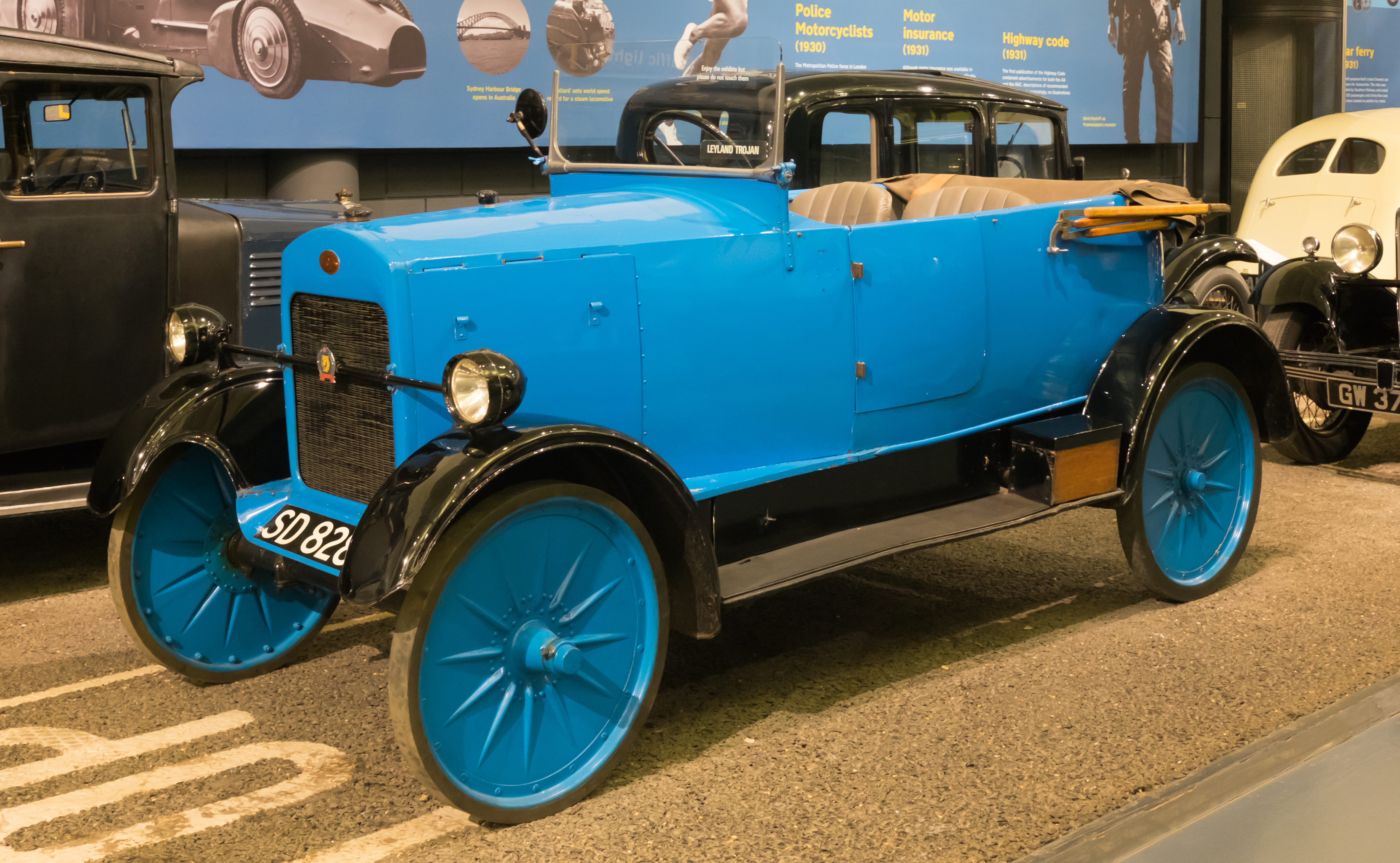
Vollgummireifen bei einem Trojan (1924)
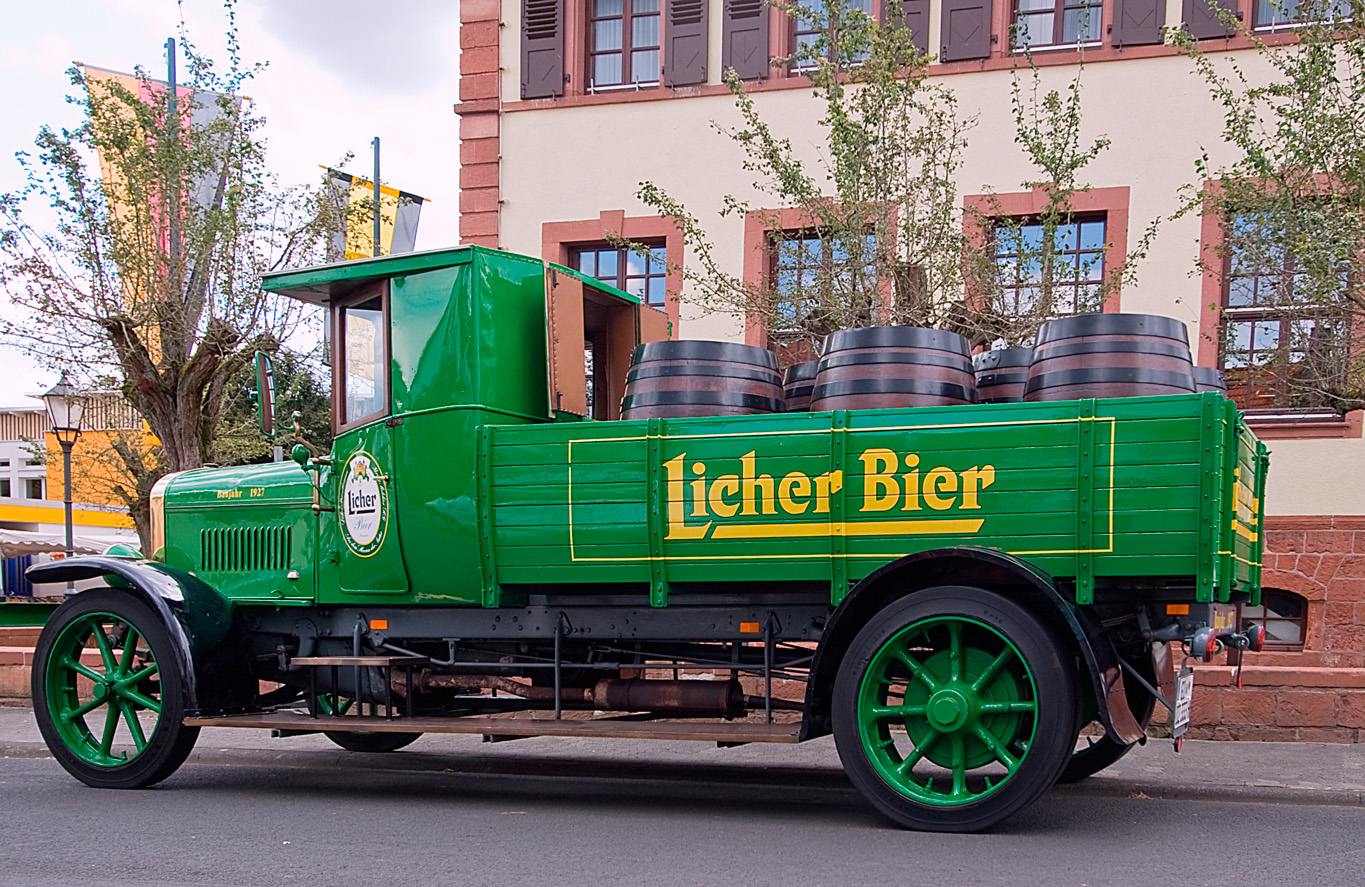
Lkw mit Vollgummireifen (1927)

## Situation im 21. Jahrhundert

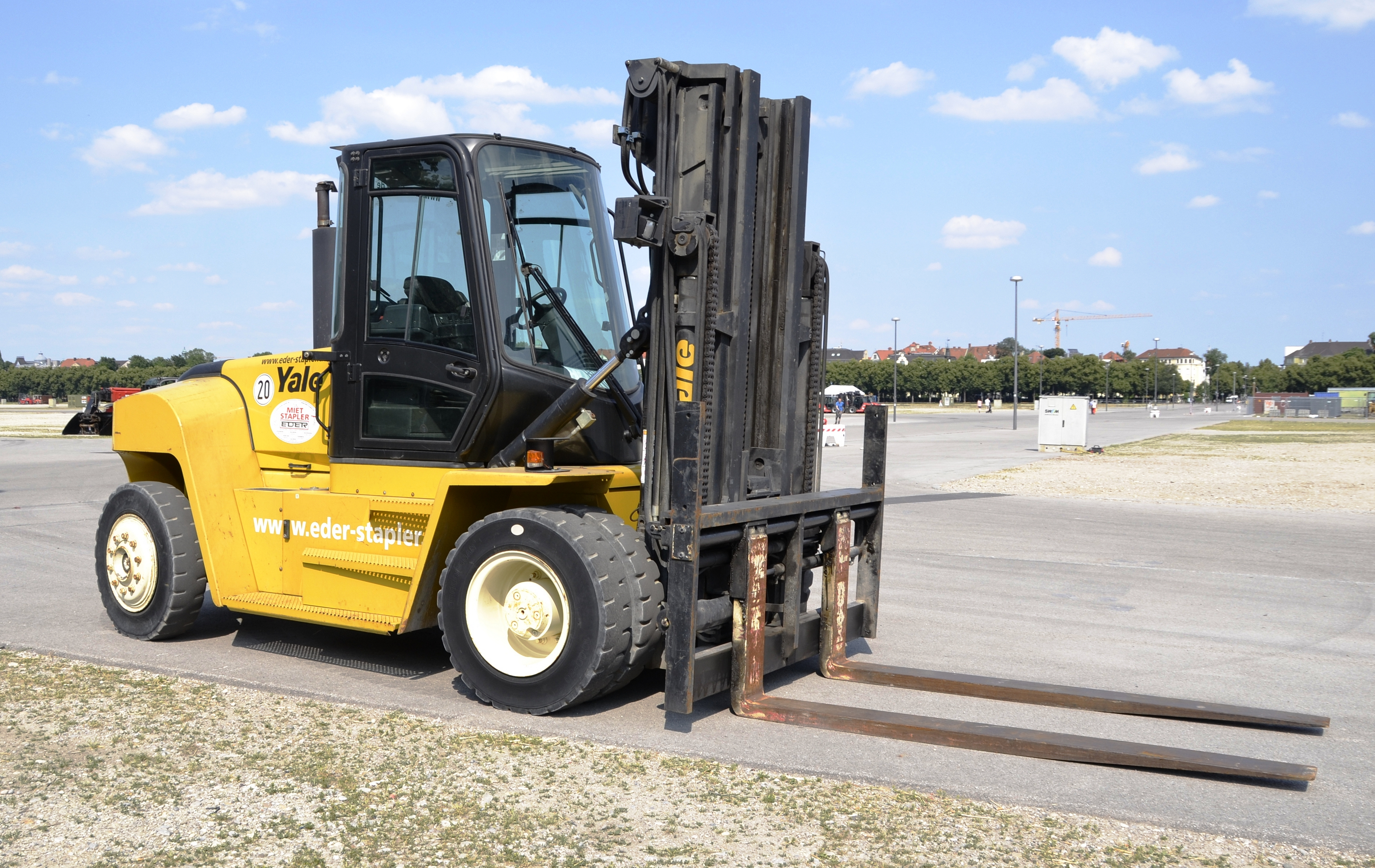
Gabelstapler

Aktuell werden nahezu alle Flurförderfahrzeuge, Gabelstapler und Hubwagen mit Vollgummireifen ausgerüstet, die eine etwa dreimal so lange Lebensdauer wie Luftreifen aufweisen können. Vollgummireifen wie Luftreifen bestehen fast zur Hälfte aus Naturkautschuk und Synthesekautschuk, ein Viertel Ruß, ein Fünftel Stahl, sowie Gewebe, Zinkoxid, Schwefel und sonstigen Stoffen.
Nach der Straßenverkehrs-Zulassungs-Ordnung sind für Fahrzeuge mit Geschwindigkeiten von nicht mehr als 25 km/h (für Kraftfahrzeuge ohne gefederte Triebachse jedoch nur bei Höchstgeschwindigkeiten von nicht mehr als 16 km/h) [Voll]Gummireifen zulässig. Diese Regelung soll die Straßen schonen.
Als Alternative aus der Gruppe der ausfallsicheren Räder wurden luftlose Tweel-Reifen entwickelt. Eine Lauffläche aus Gummi ist auf einem Stahlgürtel, der von radial nachgiebigen Speichen aus Polyurethan getragen wird. Diese geben auf unebenem Untergrund nach. 
Im Jahr 2017 etablierte der asiatische Fahrradverleiher Obike (2016–2018) im Berliner Zentrum mehrere Verleihräder ohne feste Stationen. Diese Räder waren mit Vollgummireifen ausgerüstet und verfügten über einen leicht verstellbaren Sattel.
Auch ein finnisches Verleihsystem greift aufgrund der Pannensicherheit wieder auf Vollgummireifen zurück.